# Konståkning vid olympiska sommarspelen 1908 – Singel herrar
- Hölls 28-29 oktober 1908 i Prince's Skating Club Montpelier Square.

Det var nio deltagare från fem nationer. Ulrich Salchow vann OS-guld.

## Medaljer
| Gren          | Guld                 | Silver                  | Brons            |
| Singel herrar | Ulrich Salchow (SWE) | Richard Johansson (SWE) | Per Thorén (SWE) |

## Resultat
| Plats | Utövare           | Totalpoäng |
| ----- | ----------------- | ---------- |
| 1     | Ulrich Salchow    | 377,3      |
| 2     | Richard Johansson | 365,2      |
| 3     | Per Thorén        | 357,4      |
| 4     | J. Keiller Greig  | 310,9      |
| 5     | Albert March      | 232,0      |
| 6     | Irving Brokaw     | 232,0      |
| 7     | Horatio Torromé   | 228,9      |
| -     | Nikolai Panin     |            |
| -     | Herbert Yglesias  |            |

Huvuddomare:
- Herbert G. Fowler

Domare:
- Henning Grenander
- Edvard Hörle
- Gustav Hügel
- Georg Sanders
- Hermann Wendt